# Eduíno de Wessex
Eduíno (falecido em 933) foi o filho mais novo do Rei Eduardo, o Velho e Elfleda, sua segunda esposa. Ele se afogou no mar, em circunstâncias não claras. Eduardo, o Velho morreu em 924, deixando cinco filhos, por meio de três casamentos. Destes, Edmundo e Edredo eram bebés e, portanto, excluídos da sucessão. O trabalho cuidadoso de expansão Eduardo, foi desfeito quando os Mercios escolheram Etelstano, o filho mais velho de Eduardo — para ser seu rei, enquanto os Saxões Ocidentais escolheram Etelvardo, o filho mais velho de Eduardo com a segunda esposa Elfleda, que foi talvez uma escolha de Eduardo como sucessor. Etelvardo, de forma "súbita e conveniente" morreu seis semanas depois de seu pai, mas Etelstano parece não ter sido reconhecido como rei pelos Saxões Ocidentais, até um ano após a morte de seu pai, sugerindo que havia uma considerável resistência a ele e, talvez, também um apoio a Eduíno.
As evidências contemporâneas para vida de Eduíno são muito limitadas. Durante o reinado de seu meio-irmão, Etelstano, Eduino testemunhou uma carta, S 1417, na Nova Catedral, Winchester, concedendo terras a um Alfredo, um tano (ministro) do Rei Etelstano. Eduino testemunha a carta, imediatamente depois de seu meio-irmão e é descrito como ætheling (clito). A Crónica anglo-Saxónica atesta que Eduíno se afogou no mar em 933. Os Annales Bertiniani Francos compilados por Folcuin fornecem mais detalhes:
| " | No ano do verbo Encarnado de 933, quando o mesmo Rei Eduíno, impulsionado por alguma perturbação no seu reino, embarcou num navio, desejando atravessar para este lado do mar, uma tempestade se levantou, e o navio foi destruído e ele foi oprimido em meio às ondas. E quando o seu corpo foi lavado a terra, o Conde Adalolfo, como ele era seu parente, o recebeu com honra e levou para o mosteiro de Saint-Bertin [em Saint-Omer] para o enterro. | " |

Mais tarde, autores como William de Malmesbury e Simeão de Durham reescreveram a morte Eduíno. Sir Frank Stenton viu seus relatos sugerindo que "uma rebelião contra Etelstano pode ter sido organizada dentro da casa real". A versão de Simeon afirma que "o Rei Etelstano ordenou que seu irmão Eduíno fosse afogado no mar". O relato de William é muito mais longo e associa a morte Eduino  com um anterior enredo para cegar Etelstano e substituí-lo por Eduino. Nesta versão, Etelstano é convencido por ciúmes cortesãos a enviar Eduino para o mar num barco furado, sem remos, sem comida e sem água. Desesperado, Eduino lança-se ao mar e se afoga.
Os Annales Bertiniani dizem que os monges de Saint-Bertin foram agraciados com um mosteiro em Bath pelo "Rei Etelstano" em 944—na verdade, o Rei Edmundo, Etelstano tinha morrido no 939—em gratidão por seus cuidados aos restos mortais de Eduíno